# Dira Sugandi
Dira Yulianti Sugandi (Bandung, 29 de julio de 1979) es una cantante y actriz indonesia. Nació en el seno de familia de música tradicional (tanto por parte de su madre como su abuela y abuelo, ambos cantantes). Comenzó su carrera como cantante como intérprete vocal en el Departamento de Música de Pelita Harapan, tras obtener su licenciatura en el 2006. Actuó con muchos grupos y músicos de su país, como SOULMATE, Maestro Big Band, Rieka Roslan, SOVA, Imam Praz Quartet, ARAB Jazz y Pelita Harapan University Big Band y con músicos extranjeros como Incognito en Bandung, Surabaya, Makassar, Medan (2002) y en Bali, Singapur, Yakarta (2006) y con Keith Martin en Bandung (2005) y con los Yellowjackets en Yakarta y Bandung (2006). En el 2009, ella fue galardonada con el Premio Young Jazz Talentv en el Festival de Jazz de Java internacional en Yakarta, donde interpretó una canción titulada "Lucky", a dúo con el cantante estadounidense, Jason Mraz.
Su álbum debut titulado Something About the Girl, fue producido por Incognito de Jean-Paul Maunick aka Bluey y fue lanzado en el 2010 en el Reino Unido, Japón e Indonesia. El álbum cuenta con 12 canciones, principalmente cantadas en inglés, con dos cortes en bahasa indonesio como "Kami Cinta Indonesia" escrito por Harry Roesli.

## Álbum
- Something About the Girl